# متحقق بالحق والخلق
المتحقق بالحق والخلق في اصطلاح الصوفية هو من يرى أن كل مطلق في الوجود له وجه إلى التقييد وكل مقيد له وجه إلى الإطلاق، بل يرى كل الوجود حقيقة واحدة له وجه مطلق ووجه مقيد بكل قيد؛ ومن شاهد هذا المشهد ذوقا كان متحققا بالحق والخلق والفناء والبقاء.